# Duane Jones (Snookerspieler)
Duane Jones (* 30. April 1993) ist ein walisischer Snookerspieler aus Mountain Ash in Südwales. Ab 2015 spielte er mit einem Jahr Unterbrechung als Profi auf der World Snooker Tour.

## Karriere

### Jugendjahre und Anläufe zur Profikarriere
Mit 12 Jahren begann Duane Jones mit dem Snookerspielen. Nach eigenen Angaben hatten ihn die Matches von Jimmy White zum Billardsport gebracht. In der Jugend war er Kapitän der U-16-Auswahl von Wales, prominente Spieler wie Peter Ebdon, Terry Griffiths, Darren Morgan und auch der walisische Nationaltrainer John Dobson gaben ihm Unterrichtsstunden. Er holte sich in allen Altersklassen den Titel des walisischen Landesmeisters und gewann auch schon in lokalen Seniorenwettbewerben. Mit 17 erreichte er das Achtelfinale der U-19-Europameisterschaft und mit 18 nahm er erstmals an einem Turnier der neu eingeführten Players Tour Championship teil, einer für Amateure offenen Turnierserie im Profibereich, und wurde dort in der ersten Runde gegen Jimmy White ausgelost. Er verlor, bewarb sich aber noch in derselben Saison in der Q School um einen Platz auf der Snooker Main Tour, allerdings ebenfalls ohne Erfolg. Bei der U-21-EM kam er in diesem Jahr bis ins Halbfinale. Im Jahr darauf spielte er schon bei allen sieben PTC-Turnieren in England sowie bei den FFB Snooker Open 2012 in Deutschland. Viermal gelang ihm der Vorstoß in die zweite Hauptrunde mit Siegen über die Profispieler Liu Chuang, Jamie Burnett, Tony Drago und Andy Hicks. In der Q School schnitt er diesmal besser ab, aber über das Halbfinale seiner Gruppe im dritten Turnier kam er auch diesmal nicht hinaus. In diesem Jahr war er auch erstmals Nummer eins der Landesliste von Wales. Doch auch dies verhalf ihm nicht zur Main-Tour-Qualifikation, weil die Regelung der Nominierung durch die britischen Landesverbände genau in dieser Saison abgeschafft worden war.
Durch die Amateurwertung der Q School bekam er aber in der Saison 2012/13 die Möglichkeit, als Nachrücker an den Qualifikationsrunden einiger Weltranglistenturniere der Profis teilzunehmen. Bei den Australian Open gelang ihm früh in der Saison der Einzug in die zweite Qualifikationsrunde gegen den damaligen Neuprofi Michael Leslie. Später gelang dem Waliser auch bei seinem Heimatturnier, den Welsh Open und den World Open jeweils ein Auftaktsieg. Bei der Junioreneuropameisterschaft der U-21-Spieler kam er zum zweiten Mal bis ins Halbfinale. In der Variante des Six-Red-Snooker holte er sich den Amateurweltmeistertitel der IBSF. In der Q School erreichte er beim dritten Turnier das Finale seiner Gruppe, verlor dann aber das entscheidende Spiel gegen Lee Spick. Das Jahr darauf verlief ähnlich wie dieses Jahr. Dem Auftaktsieg beim dritten Saisonturnier, dem Shanghai Masters, erneut gegen den Schotten Leslie, folgte beim vorletzten Turnier, den China Open ein Sieg gegen den Top-16-Profi Joe Perry. In der Q School war es diesmal Chris Melling, der ihm im Gruppenfinale in einem knappen Match im Entscheidungsframe den Weg auf die Main Tour verbaute.

### Erfolgreiche Qualifikation und erste Profijahre
In der Saison 2014/15 nahm Jones nur an zwei PTC-Turnieren auf dem Kontinent und an zwei Qualifikationsturnieren teil und blieb dabei weitgehend erfolglos. Im Amateurbereich trat er bei der Europameisterschaft erstmals im Seniorenbereich an und erreichte wieder ein Halbfinalergebnis. Danach konzentrierte er sich auf die Q School und kam beim zweiten Turnier im dritten Jahr in Folge ins Finale seiner Gruppe. Diesmal glich er einen 1:3-Rückstand noch aus und es gelang ihm ein knapper 67:60-Sieg im Entscheidungsframe gegen Zhao Xintong. Damit sicherte er sich mit 22 Jahren für die folgenden beiden Spielzeiten Profistatus und die Teilnahmeberechtigung an den Main-Tour-Turnieren. Um seine Ausgaben zu decken, arbeitete Jones nach dem Beginn seiner Profikarriere als Barkeeper.
Während seiner ersten Profisaison konnte Jones nur zwei Spiele gewinnen, sodass er auf Rang 119 der Weltrangliste geführt wurde. In der nächsten Saison erreichte er dann aber die Runde der letzten 32 der Indian Open sowie bei sechs weiteren Turnieren die Runde der letzten 64. Auf der Weltrangliste war er zum Saisonende auf Rang 98 platziert, was nicht für eine Qualifikation für die nächste Saison reichte. Diese erlangte er durch den Gruppensieg beim zweiten Q-School-Turnier des Jahrgangs. In der anschließenden Saison erreichte er fünf Mal die Runde der letzten 64, konnte aber nur bei den China Open diese auch überstehen, verlor dann aber in der Runde der letzten 32. Auf der Weltrangliste war er nun auf Rang 102 platziert.
Auch die Saison 2018/19 war geprägt von Auftaktniederlagen, beim European Masters und bei den Indian Open erreichte er aber Runde 2 und bei den Welsh Open kam er unter die letzten 32. Sein bestes Ergebnis erzielte er beim German Masters, als er unter anderem Jack Lisowski und Ding Junhui besiegte und erst im Halbfinale von David Gilbert gestoppt wurde. Auf der Weltrangliste verbesserte er sich auf Rang 76, welcher erneut nicht für eine direkte Qualifikation für die nächste Saison reichte. Doch die Ergebnisse im zweiten Jahr genügten für eine Neuqualifikation über die Ein-Jahres-Rangliste. Erneut hatte er zwei Jahre, um sich im Profifeld zu behaupten, aber bereits in der Saison 2019/20 sanken seine Chancen auf ein Minimum. Nur zu Beginn bei der International Championship und am Schluss bei der Weltmeisterschaft gewann er jeweils ein Match, dazwischen lag eine Serie von 11 verlorenen Auftaktspielen. Das zweite Jahr begann etwas hoffnungsvoller, als er beim European Masters nach einem Freilos in Runde 1 Andrew Higginson besiegte und nach längerer Zeit wieder in die dritte Runde einzog. Danach folgten aber wieder viele Niederlagen, bevor beim German Masters zum zweiten Mal ein Drittrundenergebnis zu Buche stand. Doch hatte er damit vor der abschließenden WM keine realistische Chance mehr, unter die Top 64 zu kommen, und obwohl er es immerhin bis in die dritte Qualifikationsrunde schaffte, besiegelte die 4:6-Niederlage gegen Martin Gould den erneuten Verlust des Profistatus.

Diesmal musste er wieder über die Q School gehen, um doch noch auf der Tour zu bleiben. Er schlug sich gut, verpasste aber zweimal knapp das Entscheidungsspiel. Obwohl er im dritten Turnier mit Michael Georgiou und Michael White die schwersten Gegner hatte, nutzte er diese letzte Chance und durch ein 4:3 über Si Jiahui im Gruppenfinale sicherte er sich zwei weitere Profijahre. Allerdings setzte sich das Muster der vergangenen Saisons fort, seltene gute Ergebnisse wie die Runde der letzten 32 bei den British Open 2021 und dem Snooker Shoot-Out 2022 oder die Runde der letzten 48 bei der UK Championship 2022 standen vielen frühen Niederlagen gegenüber. Zwei Jahre später verpasste er erneut mit Rang 85 deutlich die direkte Qualifikation für die nächste Spielzeit. Wieder probierte er sein Glück in der Q School, verpasste diesmal aber die sofortige Rückkehr auf die Profitour. Nach acht Jahren war Jones somit ab Sommer 2023 zum ersten Mal wieder für eine Saison Amateur. Anschließend nahm er an der WPBSA Q Tour 2023/24 teil und spielte auf Einladung vereinzelte Profiturniere der Saison 2023/24, wo er trotz seines Amateurstatus das Achtelfinale des European Masters 2023 erreichte.

## Erfolge
Profiturniere
- Halbfinale: German Masters (2019)
- Achtelfinale: European Masters (2023)

Qualifikationsturniere
- Qualifikation: Q School (2015 – Turnier 2, 2021 – Turnier 3)

Amateurturniere
- IBSF 6-Red-Snooker-Weltmeisterschaft (2013)
- Walisischer Meister (2012)